# اردک بالی

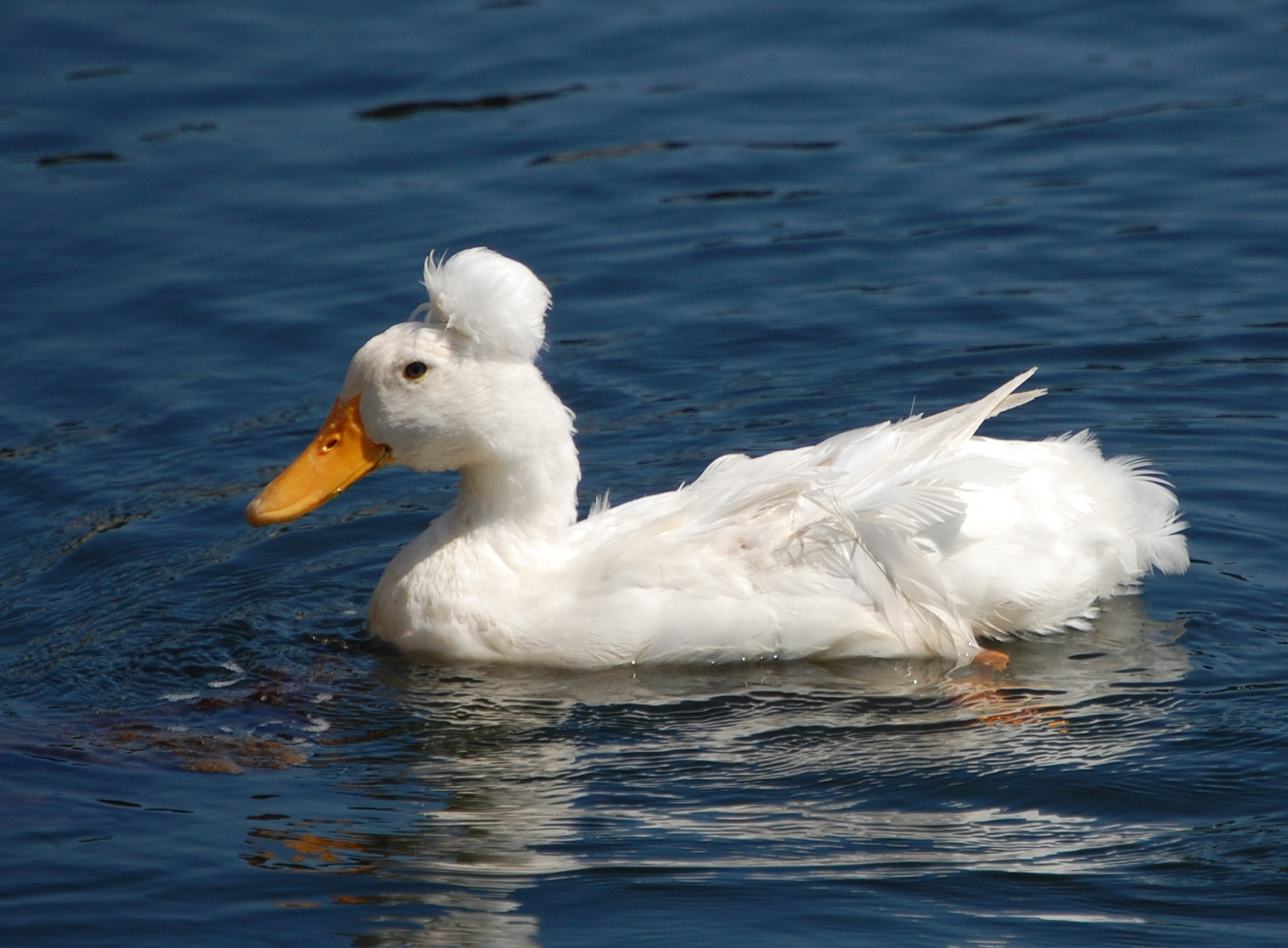
اردک بالی

اردک بالی (به انگلیسی: Bali Duck) یا اردک کاکل‌دار بالی (به انگلیسی: Balinese Crested Duck) یا اردک دوندهٔ کاکل‌دار (به انگلیسی: Crested Runner Duck) یکی از قدیمی‌ترین نژادهای اردک اهلی است. قدمت اردک بالی با اردک دونده تلاقی دارد، چون به‌نظر می‌رسد بالی نسخهٔ تاج‌دار اردک دونده باشد. گله‌داری اردک از هزاران سال پیش بخش جدایی‌ناپذیر از زندگی سنتی روستایی در بالی و سایر جزایر اندونزی و مناطق جنوب شرق آسیا بوده‌است. در گله‌های اردکی که در این مناطق نگه‌داری می‌شد، وجود تعدادی پرندهٔ تاج‌دار در میان آن‌ها، معمول بود. رد اردک بالی را حداقل حدود ۲ هزار سال پیش می‌توان در جزیرهٔ بالی اندونزی زد. این موضوع از حکاکی‌هایی که در معابد این منطقه وجود دارد، قابل اثبات است.
اردک بالی در سال ۱۹۲۵ وارد انگلستان می‌شود و در سال ۱۹۳۰ ثبت می‌شود. در آمریکای شمالی و اروپا، پرندگان تاج‌دار به‌عنوان بالی، تاج‌دار بالی یا دوندهٔ تاج‌دار شناخته می‌شوند. بالی توسط انجمن طیور آمریکا (APA) به‌عنوان نژاد رسمی اردک شناخته نشده‌است و تنها اطلاعات اندکی از این پرنده در انجمن وجود دارد. عموماً این اردک خارج از بالی اندونزی، کم‌یاب است.

## ویژگی‌ها
تفاوت اصلی بین اردک بالی و اردک دونده این است که بالی دارای بدنی فربه‌تر است، عرض شانه‌های پهن‌تری دارد، سر و منقار درشت‌تر و تاجی روی سر دارد. در حالت ایستاده، بدن معمولاً با زاویه‌ای ۶۰ تا ۷۵ درجه نسبت به افق قرار می‌گیرد. سایر ویژگی‌ها اردک بالی مشابه نژاد دونده است. این اردک حالت «میلهٔ بازی بولینگ» اردک دونده و همانند اردک‌های تاج‌دار، تاجی به‌اندازهٔ یک توپ گلف در پشت سر خود دارد.
به‌دلیل ترکیب ژنتیکی، وقتی دو اردک بالی با یکدیگر جفت‌گیری کنند، از هر ۳ فرزند آن‌ها، یکی با سر ساده و دو تای دیگر با سر تاج‌دار خواهند بود. ویژگی دیگر اردک‌های بالی این است که فرزندانی با والدین مشترک، تاج‌های متفاوتی از منظر اندازه و شکل دارند. اردک‌های تاجی مستعد تولید فرزندانی با گردن قوس‌دار، پشتی کج‌ومعوج و مشکلات عصبی هستند.
یک اردک نر بالی سفید از منظر ویژگی‌های نژادی دارای سری گردتر، گردنی کلفت‌تر و بدنی فربه‌تر از نزدیک‌ترین خویشاوندش، یعنی اردک دونده است.

## تنوع
بالی‌های همانند اردک‌های دونده در انواع مختلفی پرورش داده شده‌اند. عموماً رنگ‌های رایج این اردک طیف‌های متنوع قهوه‌ای، سفید و الگوی رنگی مرغابی وحشی است.